# Bismack Biyombo
Bismack Biyombo Sumba (Lubumbashi, 28 agosto 1992) è un cestista della Repubblica Democratica del Congo, di ruolo centro, professionista nella Liga ACB e nella NBA.

## Caratteristiche tecniche
È un centro, ma può anche giocare come ala grande.
Nonostante la sua scarsa abilità come realizzatore Biyombo si è distinto per le sue doti difensive, in particolare a rimbalzo e nelle stoppate.
Attualmente detiene il record di rimbalzi totali in una singola partita con la maglia dei Toronto Raptors.

## Carriera

### Fuenlabrada
Fa il suo debutto in Spanish ACB League con Fuenlabrada e il 9 gennaio 2011 segnando 5 punti, raccogliendo 11 rimbalzi in 13 minuti di gioco.
Al 2011 Nike Hoop Summit, giocò con il World Select Team (contro la selezione USA), realizzando una tripla doppia, con 12 punti, 11 rimbalzi, e 10 stoppate, record nella storia del Nike Hoop Summit.

### Charlotte Bobcats / Hornets (2011-2015)
È stato selezionato come settima scelta dai Sacramento Kings nel draft NBA 2011, ma fu subito scambiato con i Charlotte Bobcats. Tuttavia non ebbe la fortuna di trovare spazio nel quintetto base e dopo una prima stagione altalenante il suo minutaggio calò drasticamente. Nella stagione 2014-2015 Biyombo trovò più spazio dopo l'infortunio capitato al centro titolare Al Jefferson; nonostante il maggiore spazio trovato a fine stagione gli Charlotte Bobcats non vollero rinnovargli il contratto e Bismack diventò free agent.

### Toronto Raptors (2015-2016)
Nel luglio del 2015 venne ingaggiato dai Toronto Raptors. Il 28 ottobre 2015 fece il suo debutto contro gli Indiana Pacers realizzando 5 punti e 7 rimbalzi contribuendo così alla vittoria dei canadesi per 106-99.
Il 17 dicembre dello stesso anno il centro Congolese realizzò 8 punti 18 rimbalzi e 7 stoppate nella sconfitta contro Charlotte, sua ex-squadra. Pochi giorni dopo fece registrare un altro record personale strappando 20 rimbalzi e trascinando la sua squadra alla vittoria contro i Dallas Mavericks per 103-99.
Tale record tuttavia non gli permise di mantenere il posto da titolare e ad inizio 2016 si accomodò in panchina per qualche mese, finché il centro titolare Jonas Valančiūnas si infortunò, permettendogli di riprendersi il ruolo di centro nel quintetto base.
Il 17 marzo 2016 realizzò il suo record di punti personale con 16 punti e 25 rimbalzi trascinando i Toronto Raptors alla vittoria per 101-94 all'overtime contro gli Indiana Pacers.
Nel 2016 la squadra canadese terminò la stagione al secondo posto nella Eastern Conference con il record di 56 vittorie e 26 sconfitte. Grazie alle sue incredibili capacità difensive e alle ottime capacità realizzative di DeMar DeRozan e Kyle Lowry, i Toronto Raptors sono riusciti a battere sia gli Indiana Pacers che i Miami Heat di Dwyane Wade entrambe con il risultato di 4-3, raggiungendo per la prima volta le fasi finali di Conference contro i Cleveland Cavaliers.

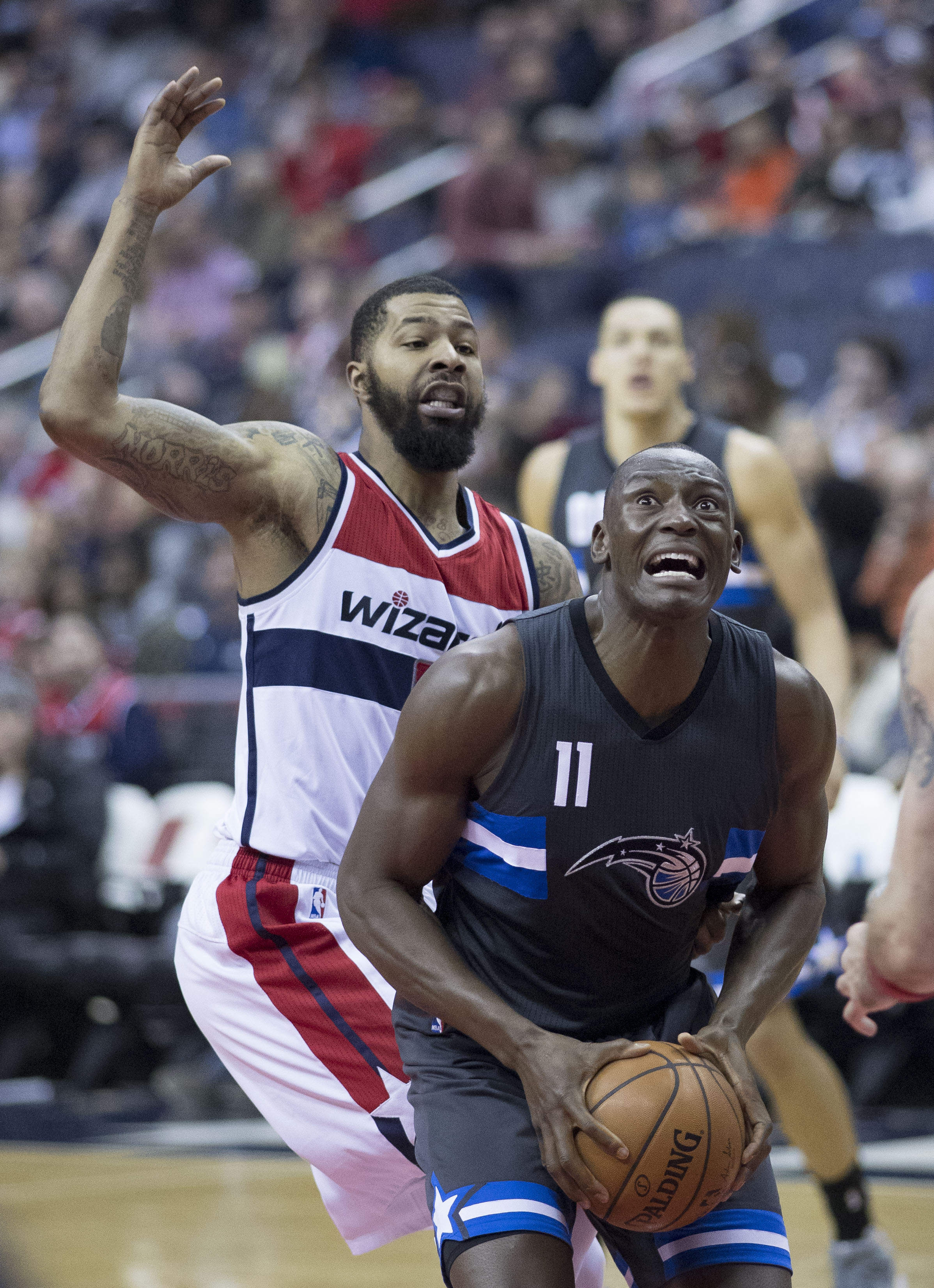
Biyombo (destra) contro Markieff Morris (sinistra).
Dietro di loro (sgranato) Aaron Gordon

In gara-3 contro gli stessi Cavs, Bismack Biyombo ottiene un ennesimo record difensivo strappando 26 rimbalzi totali e portando i Raptors alla vittoria per 99-84.

### Orlando Magic (2016-2018)
Il 7 luglio 2016, Biyombo venne ingaggiato dagli Orlando Magic firmando un contratto quadriennale da 72 milioni di dollari complessivi. Le sue prestazioni a Orlando furono altamente deludenti nei suoi 2 anni di militanza e il suo contratto fu bollato come uno dei peggiori della free agency 2016.

### Ritorno a Charlotte (2018-2021)

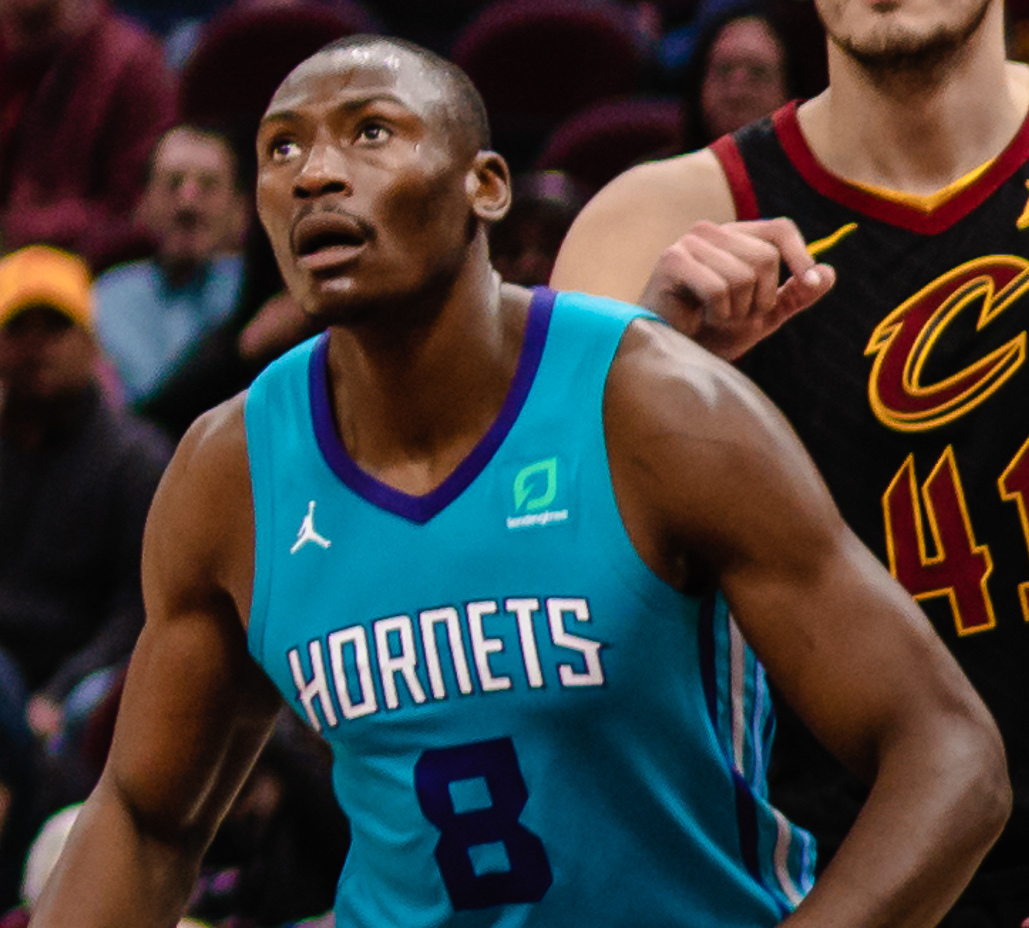
Biyombo nel 2019

L'8 luglio 2018, a seguito di una trade a tre squadre che vide coinvolti anche i Chicago Bulls, tornò agli Charlotte Hornets.
Il 16 aprile 2019 firmò la player option da 17 milioni.

## Statistiche

### NBA

#### Regular Season
| Anno      | Squadra           | PG  | PT  | MP   | TC%  | 3P% | TL%  | RP  | AP  | PRP | SP  | PP  |
| --------- | ----------------- | --- | --- | ---- | ---- | --- | ---- | --- | --- | --- | --- | --- |
| 2011-2012 | Charlotte Bobcats | 63  | 41  | 23,1 | 46,4 | -   | 48,3 | 5,8 | 0,4 | 0,3 | 1,8 | 5,2 |
| 2012-2013 | Charlotte Bobcats | 80  | 65  | 27,3 | 45,1 | -   | 52,1 | 7,3 | 0,4 | 0,4 | 1,8 | 4,8 |
| 2013-2014 | Charlotte Bobcats | 77  | 9   | 13,9 | 61,1 | -   | 51,7 | 4,8 | 0,1 | 0,1 | 1,1 | 2,9 |
| 2014-2015 | Charlotte Hornets | 64  | 21  | 19,4 | 54,3 | -   | 58,3 | 6,4 | 0,3 | 0,3 | 1,5 | 4,8 |
| 2015-2016 | Toronto Raptors   | 82  | 22  | 22,0 | 54,2 | 0,0 | 62,8 | 8,0 | 0,4 | 0,2 | 1,6 | 5,5 |
| 2016-2017 | Orlando Magic     | 81  | 27  | 22,1 | 52,6 | -   | 53,4 | 7,0 | 0,9 | 0,3 | 1,1 | 6,0 |
| 2017-2018 | Orlando Magic     | 82  | 25  | 18,2 | 52,0 | 0,0 | 65,0 | 5,7 | 0,8 | 0,3 | 1,2 | 5,7 |
| 2018-2019 | Charlotte Hornets | 54  | 32  | 14,5 | 57,1 | -   | 63,7 | 4,6 | 0,6 | 0,2 | 0,8 | 4,4 |
| 2019-2020 | Charlotte Hornets | 53  | 29  | 19,4 | 54,3 | -   | 60,3 | 5,8 | 0,9 | 0,2 | 0,9 | 7,4 |
| 2020-2021 | Charlotte Hornets | 66  | 36  | 20,4 | 58,7 | 0,0 | 44,8 | 5,3 | 1,2 | 0,3 | 1,1 | 5,0 |
| 2021-2022 | Phoenix Suns      | 36  | 3   | 14,1 | 59,3 | -   | 53,5 | 4,6 | 0,6 | 0,3 | 0,7 | 5,8 |
| 2022-2023 | Phoenix Suns      | 61  | 14  | 14,3 | 57,8 | -   | 35,7 | 4,3 | 0,9 | 0,3 | 1,4 | 4,3 |
| 2023-2024 | Memphis Grizzlies | 30  | 27  | 23,9 | 56,3 | -   | 47,8 | 6,4 | 1,7 | 0,3 | 1,1 | 5,2 |
| 2023-2024 | Oklahoma Thunder  | 10  | 0   | 7,3  | 58,3 | -   | 50,0 | 1,8 | 0,2 | 0,1 | 0,3 | 1,8 |
| 2024-2025 | San Antonio Spurs | 28  | 26  | 18,9 | 58,8 | -   | 40,0 | 5,6 | 1,1 | 0,6 | 0,8 | 5,1 |
| Carriera  | Carriera          | 867 | 377 | 19,5 | 53,7 | 0,0 | 55,1 | 5,9 | 0,7 | 0,3 | 1,3 | 5,1 |

#### Play-off
| Anno     | Squadra           | PG | PT | MP   | TC%  | 3P% | TL%  | RP  | AP  | PRP | SP  | PP  |
| -------- | ----------------- | -- | -- | ---- | ---- | --- | ---- | --- | --- | --- | --- | --- |
| 2014     | Charlotte Bobcats | 3  | 1  | 16,0 | 60,0 | -   | 33,3 | 3,7 | 0,3 | 0,0 | 0,7 | 2,7 |
| 2016     | Toronto Raptors   | 20 | 10 | 25,3 | 58,0 | -   | 59,7 | 9,4 | 0,4 | 0,4 | 1,4 | 6,2 |
| 2022     | Phoenix Suns      | 9  | 0  | 9,5  | 64,7 | -   | 50,0 | 2,1 | 0,6 | 0,1 | 0,2 | 2,8 |
| 2023     | Phoenix Suns      | 8  | 0  | 9,8  | 56,3 | -   | 50,0 | 3,4 | 0,8 | 0,0 | 1,3 | 3,4 |
| Carriera | Carriera          | 40 | 11 | 18,0 | 58,9 | -   | 55,9 | 6,1 | 0,5 | 0,2 | 1,0 | 4,6 |

#### Massimi in carriera
- Massimo di punti: 21 (2 volte)[22]
- Massimo di rimbalzi: 26 vs Cleveland Cavaliers (21 maggio 2016)
- Massimo di assist: 5 (3 volte)
- Massimo di palle rubate: 3 vs Atlanta Hawks (8 febbraio 2018)
- Massimo di stoppate: 7 (4 volte)
- Massimo di minuti giocati: 43 vs New York Knicks (15 aprile 2013)